# Mallophora singularis
Mallophora singularis är en tvåvingeart som beskrevs av Macquart 1838. Mallophora singularis ingår i släktet Mallophora och familjen rovflugor. Inga underarter finns listade i Catalogue of Life.